# كارول كونورز
كارول كونورز (بالإنجليزية: Carol Connors)‏ هي كاتبة أغاني ومغنية مؤلفة أمريكية، ولدت في 13 نوفمبر 1940 في نيو برونزويك في الولايات المتحدة.

## وصلات خارجية
- كارول كونورز على موقع IMDb (الإنجليزية)
- كارول كونورز على موقع ميوزك برينز (الإنجليزية)
- كارول كونورز على موقع أول ميوزيك (الإنجليزية)
- كارول كونورز على موقع ديسكوغز (الإنجليزية)
- كارول كونورز على موقع ديسكوغز (الإنجليزية)